# Sven Rydholm
Sven Axel Rydholm, född 23 april 1923 i Landskrona församling, Malmöhus län, död 26 mars 1977 i Säffle församling, Värmlands län, var en svensk forskare och tekniker 
Han var främst inriktad mot massateknik och var under större delen av sitt yrkesliv verksam vid Billeruds AB i Säffle.

## Biografi
Sven Rydholm föddes i Landskrona och båda föräldrarna var folkskollärare. Efter studentexamen studerade han till civilingenjör vid Kungliga Tekniska Högskolan (KTH) i Stockholm med cellulosateknik och kemisk teknologi som huvudinriktning. Han avlade civilingenjörsexamen 1948 och blev 1952 teknologie licentiat också vid KTH.
Under studietiden kom Rydholm i kontakt med Billerud genom praktikarbeten vid Slottsbrons sulfitfabrik. Hans första anställning efter examen blev hos Svenska Cellulosa AB SCA i Sundsvall 1948. 1952 övergick han sedan till Billeruds AB som ansvarig för massavdelningen vid forskningslaboratoriet vid Billeruds AB i Säffle. Rydholm arbetade 25 år inom Billerud och avancerade under denna tid från forskningsingenjör till laboratoriechef, forskningsdirektör, och slutligen till teknisk direktör och chef för massa- och papperssektorn inom Billerud. Med hans medverkan genomfördes nedläggning av flera omoderna fabriker, speciellt sulfitbruk, samtidigt som en stor utbyggnad och modernisering av Gruvöns sulfatmassabruk genomfördes. Rydholm var en av initiativtagarna bakom Billeruds satsning på den eukalyptusbaserade massafabriken Celbi (Celulose Billerud SARL), som uppfördes i Portugal. Han var i början av 1970-talet också involverad i planeringen av den stora massafabriken i Aracruz i Brasilien, som Billerud hade ansvar för vad gällde projektering och igångkörning, och som också var baserad på eukalyptus som vedråvara. (Idag finns inte längre några svenska ägarintressen i vare sig Celbi eller Aracruz.)
Rydholm var mycket involverad i teknisk utveckling inom det massatekniska området. Så blev han också en av de mest drivande personerna bakom tillämpningen av kontinuerlig kokning genom samarbete med Kamyr (nuvarande Valmet) i Karlstad, som under en 40-årsperiod stod för utvecklandet av den kontinuerliga kokningstekniken. Rydholm erhöll härvid bland annat patent på den inverterade toppseparatorn för flismatningen till dessa kokare. Han medverkade till teknikutvecklingen av massablekning med klordioxid, ligninborttagning ("delignifiering") med hjälp av syrgas, förbättringar i kemikalieåtervinningen, och också till utnyttjande av eukalyptus som vedråvara för massaframställning för Celbi och Aracruz. Rydholm var också föregångare vad gällde tillämpning av metoder för minskning av utsläpp från massa- och pappersbruk till vatten och luft.
Rydholm gav 1965 ut boken Pulping Processes, ett mycket omfattande verk på 1269 sidor, med avsikt att sammanställa så gott som all då tillgänglig kunskap gällande massatillverkning. Detta verk var länge den främsta källan vad gällde massateknik och varken förr eller senare har motsvarande verk givits ut av en person inom detta teknikområde.

## Utmärkelser
Rydholm erhöll Svenska Pappers- och Cellulosaingeniörsföreningen:s (SPCI:s) Ekmanmedalj 1971 (uppkallad efter Carl Daniel Ekman), TAPPI:s massadivisions utmärkelse 1973 och Johan C.F.C. Richters pris 1973 (som utdelas av TAPPI, Technical Association of the Pulp and Paper Industry i USA, och uppkallats efter förgrundsfiguren i Kamyr, Johan Richter). Rydholm utnämndes 1974 till hedersdoktor i kemisk teknologi vid KTH. 2013 uppmärksammades hans insatser för massaindustrins utveckling genom att han introducerades i Paper Industry International Hall of Fame i Appleton, Wisconsin i USA.